# 三体問題

三体問題の近似解の一例。三つの質点が非常に複雑かつ不規則な運動をすることが分かる。

古典力学において、三体問題（さんたいもんだい、英: three-body problem）とは、互いに重力相互作用を及ぼす三質点系の運動がどのようなものかを問う問題である。天体力学では万有引力により相互作用する天体の運行をモデル化した問題として、18世紀中頃から活発に研究されてきた。運動の軌道を与える一般解が求積法では求まらない問題として知られる。

## 概要
ふたつの質点が互いにニュートン重力を及ぼし合って運動するとき、その軌道は楕円、放物線、双曲線のいずれかになることが知られている（ケプラーの法則）。三体問題はこの系にさらにひとつの質点が加わった場合の進化を求めるもので、太陽-地球-月系や、太陽-木星-土星系など、天体力学の様々な局面で必要となるため古くから調べられてきた。現実的に三体問題を取り扱う場合、問題の簡略化のために、いくつかの仮定がなされることがある。三体ともに同一平面上を運動するという仮定を置く場合、平面三体問題と呼ばれる。三体のうち、一体の質量が他の二体に影響を及ぼさないほど微小で無視できるとする仮定を置いた場合、制限三体問題と呼ばれる。特に制限三体問題において、残り二体の軌道を円軌道と仮定する場合、円制限三体問題と呼ばれる。
よく知られた特殊解としては、円制限三体問題におけるラグランジュ点や、三体の質量が等しい場合に8の字型の軌道をとる8の字解等が存在する。
三体問題が求積可能であるかという可積分性についての否定的な結果は、フランスの数学者アンリ・ポアンカレによって、導かれた。1889年にスウェーデン兼ノルウェー国王オスカー2世の還暦を祝うために開催されたコンテストで、ポアンカレはいくつかの仮定を置いた制限三体問題を考察し、運動を定める第一積分がある種の摂動級数では表現できないことを示した（ポアンカレの定理）。さらに、ポアンカレはこの研究の中で安定多様体、不安定多様体が交差するために生じるホモクリニック軌道と呼ばれる極めて複雑な運動の挙動の概念に到達した。
こうした三体問題を端緒とする積分可能性やカオス現象の研究は、現代的な力学系理論の発展の契機となっている。

## 問題

### 一般三体問題
第 {\displaystyle i=1,2,3} 体の運動方程式は、その位置ベクトルを {\displaystyle {\boldsymbol {r}}_{i}(t)} 、質量を {\displaystyle m_{i}} 、時刻を {\displaystyle t} 、重力定数を {\displaystyle G} 、最初の位置ベクトルを {\displaystyle {\boldsymbol {r}}_{i}(0)} 、最初の速度ベクトルを {\displaystyle {\boldsymbol {v}}_{i}(0)} とするとき、次式により与えられる。
{\displaystyle m_{i}{\frac {d^{2}{\boldsymbol {r}}_{i}}{dt^{2}}}=-\sum _{j\neq i}Gm_{i}m_{j}{\frac {{\boldsymbol {r}}_{i}-{\boldsymbol {r}}_{j}}{|{\boldsymbol {r}}_{i}-{\boldsymbol {r}}_{j}|^{3}}}}
一般三体問題は、これら3本の連立微分方程式を解いて、ベクトル関数 {\displaystyle {\boldsymbol {r}}_{1}(t)}, {\displaystyle {\boldsymbol {r}}_{2}(t)}, {\displaystyle {\boldsymbol {r}}_{3}(t)} をそれぞれ {\displaystyle m_{1}}, {\displaystyle m_{2}}, {\displaystyle m_{3}}, {\displaystyle t}, {\displaystyle G}, {\displaystyle {\boldsymbol {r}}_{1}(0)}, {\displaystyle {\boldsymbol {r}}_{2}(0)}, {\displaystyle {\boldsymbol {r}}_{3}(0)}, {\displaystyle {\boldsymbol {v}}_{1}(0)}, {\displaystyle {\boldsymbol {v}}_{2}(0)}, {\displaystyle {\boldsymbol {v}}_{3}(0)} を用いて表せ、という問題である。単に「三体問題」と言った場合は、この一般三体問題を指すことが多い。
この系に以下の10個の運動の積分が存在することは、レオンハルト・オイラーの時代までには既に知られていた（{\displaystyle {\boldsymbol {v}}_{i}={\frac {d{\boldsymbol {r}}_{i}}{dt}}} は第 {\displaystyle i} 体の速度）。これらの積分はオイラー積分と呼ばれる。
- エネルギー {\displaystyle E=\sum _{i}{\frac {1}{2}}m_{i}{\boldsymbol {v}}_{i}^{2}-{\frac {1}{2}}\sum _{i\neq j}G{\frac {m_{i}m_{j}}{|{\boldsymbol {r}}_{i}-{\boldsymbol {r}}_{j}|}}}
- 運動量ベクトル {\displaystyle {\boldsymbol {P}}=\sum _{i}m_{i}{\boldsymbol {v}}_{i}}
- 角運動量ベクトル {\displaystyle {\boldsymbol {L}}=\sum _{i}m_{i}{\boldsymbol {r}}_{i}\times {\boldsymbol {v}}_{i}}
- 重心位置ベクトル {\displaystyle {\boldsymbol {G}}=\sum _{i}m_{i}{\boldsymbol {r}}_{i}-{\boldsymbol {P}}t}

この系の自由度は18であるため、三体問題が求積可能であるためには合計で17個の積分が必要であるが、これら以外の運動の積分は存在せず、積分の数が7個不足している。従って三体問題は求積可能ではない（#求積不可能性節を参照）。
三体問題の解は、ラグランジュ点のような例外を除いて、主に摂動論や数値シミュレーション（N体シミュレーション）などを用いて算出されている。

### 制限三体問題
第三体の質量が第一体および第二体の質量に比べて十分小さいとき（{\displaystyle m_{3}\ll m_{1},m_{2}}）、第一体および第二体の運動方程式において第三体による重力の寄与を無視することができる。この近似のもとでの三体問題を特に制限三体問題 (restricted three-body problem) と呼ぶ。
制限三体問題においては、第一体および第二体の運動はケプラー運動であり、求積可能である。従って、この場合、二体がつくる重力場中を運動する第三体の軌道を求めることが主たる問題となる。
{\displaystyle {\frac {d^{2}{\boldsymbol {r}}}{dt^{2}}}=-\sum _{j=1,2}Gm_{j}{\frac {{\boldsymbol {r}}-{\boldsymbol {r}}_{j}(t)}{|{\boldsymbol {r}}-{\boldsymbol {r}}_{j}(t)|}}}
多くの場合に、制限三体問題のうち二体が楕円軌道を描く状況が興味の対象となる。特にその軌道が円軌道 (離心率 {\displaystyle e=0}) である場合を円制限三体問題 (circular restricted three-body problem) と呼ぶ。この場合、共動回転系では第一体および第二体が静止して数学的な取り扱いが容易になるため、共動回転系を使って計算されることが多い。この座標系では円制限三体問題の運動方程式は遠心力とコリオリ力を含む次の形を取る。
{\displaystyle {\ddot {x}}=n^{2}x+2n{\dot {y}}-Gm_{1}{\frac {x+a_{1}}{|{\boldsymbol {r}}+a_{1}{\hat {\textbf {x}}}|^{3}}}-Gm_{2}{\frac {x-a_{2}}{|{\boldsymbol {r}}-a_{2}{\hat {\textbf {x}}}|^{2}}}}
{\displaystyle {\ddot {y}}=n^{2}y-2n{\dot {x}}-Gm_{1}{\frac {y}{|{\boldsymbol {r}}+a_{1}{\hat {\textbf {x}}}|^{3}}}-Gm_{2}{\frac {y}{|{\boldsymbol {r}}-a_{2}{\hat {\textbf {x}}}|^{2}}}}
{\displaystyle {\ddot {z}}=-Gm_{1}{\frac {z}{|{\boldsymbol {r}}+a_{1}{\hat {\textbf {x}}}|^{3}}}-Gm_{2}{\frac {z}{|{\boldsymbol {r}}-a_{2}{\hat {\textbf {x}}}|^{2}}}}
ここで {\displaystyle a} を二体運動の軌道長半径として {\displaystyle a_{1}={\frac {m_{2}}{m_{1}+m_{2}}}a}, {\displaystyle a_{2}={\frac {m_{1}}{m_{1}+m_{2}}}a} であり、第一体は座標 {\displaystyle (-a_{1},0,0)} に、第二体は座標 {\displaystyle (a_{2},0,0)} にあるものとした。また {\displaystyle {\hat {\textbf {x}}}} は {\displaystyle x} 軸単位ベクトルである。円制限三体問題にはヤコビ積分として知られる保存量
{\displaystyle C_{\mathrm {J} }={\frac {2Gm_{1}}{|{\boldsymbol {r}}+a_{1}{\hat {\textbf {x}}}|}}+{\frac {2Gm_{2}}{|{\boldsymbol {r}}-a_{2}{\hat {\textbf {x}}}|}}+n^{2}(x^{2}+y^{2})-({\dot {x}}^{2}+{\dot {y}}^{2}+{\dot {z}}^{2})}
が存在する。
なお第一体または第二体の近傍には、その天体の重力が強い影響力をもっている、支配的な領域が存在し、ヒル圏と呼ばれる。

## 制限三体問題の解

### ラグランジュ点

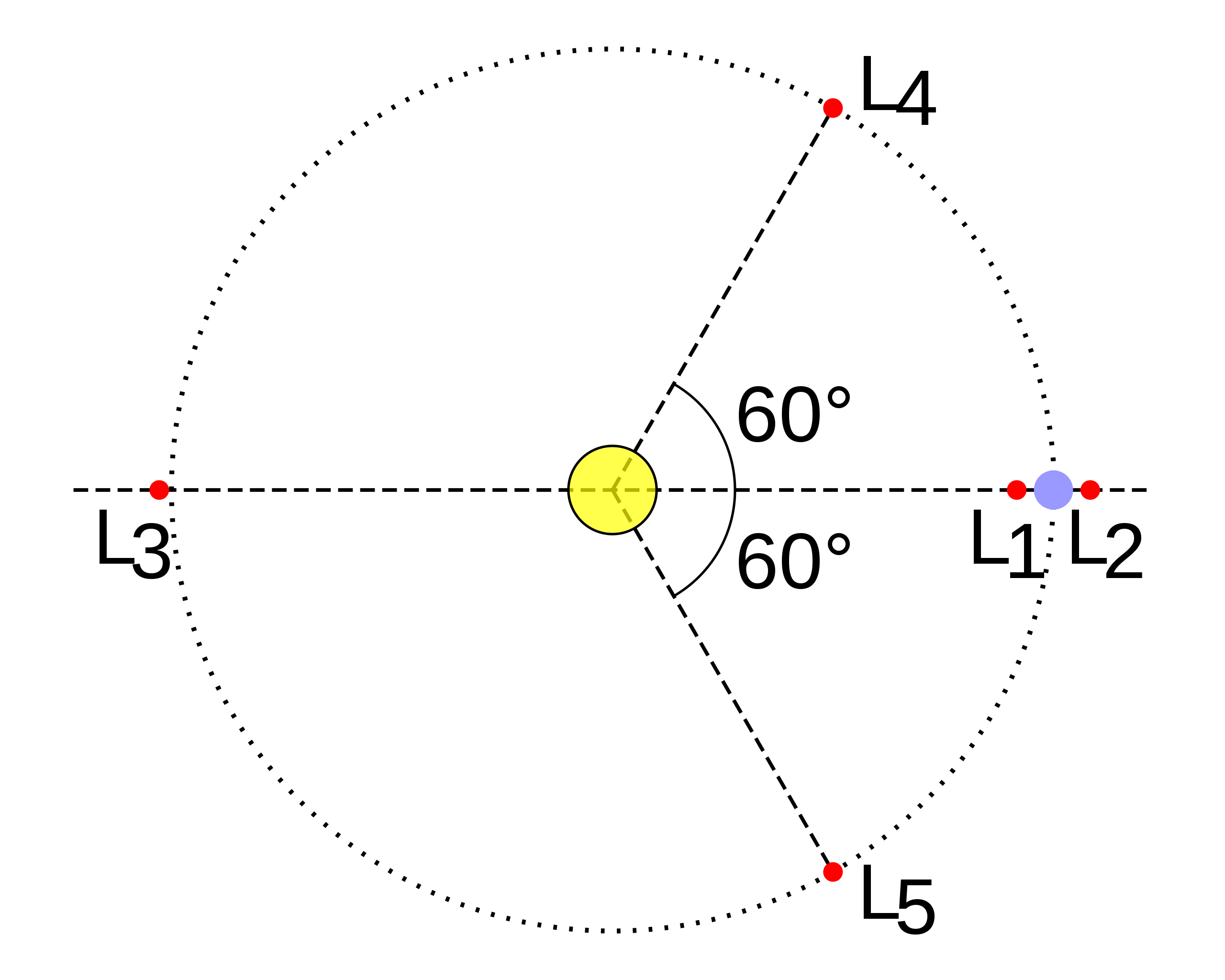
第一体（黄）と第二体（青）がつくる重力場中を運動する第三体の回転系での平衡点（ラグランジュ点）。

円制限三体問題において、共動回転系において第三体が静止することが可能な5つの点をラグランジュ点と呼び、記号 L1, L2, L3, L4, L5 により表される。このうち L1 から L3 の3点は第一体、第二体、第三体が一直線上に並ぶもので、オイラーの直線解として知られる。一方 L4 と L5 は三体が正三角形を描くもので、ジョゼフ＝ルイ・ラグランジュによって1772年に発見された。ラグランジュの正三角形解は一般三体問題の場合にも存在する。

### 月の運動
月の運動は主として地球の重力場によるが、太陽の重力もまた無視できない寄与を持つ。月の軌道の理論は三体問題として定式化され、その運動を正確に求めるために詳細に調べられてきた。この理論はアレクシス・クレロー、ジョージ・ウィリアム・ヒル、シャルル＝ウジェーヌ・ドロネー、アーネスト・ウィリアム・ブラウンらの研究によって発展した。

### 周期解
三体問題の解のうち周期解（ある時間 {\displaystyle T} が経過するともとの配位に戻る解）には特に興味が持たれてきた。ジョージ・ヒルは円制限三体問題において（ある近似のもとで）周期解を発見した。アンリ・ポアンカレはヒルの研究に触発されて（回転を除いて）周期的な解が平面制限三体問題に無限に存在することを証明し、これらの解について次のように記述している。

8の字解のアニメーション。レムニスケート状ではないことは別途証明されている。

計算機時代に入ると様々な周期解を数値的に求めることが可能になった。1963年に Richard Arenstorf は現在Arenstorf orbitとして知られる制限三体問題の周期解を数値的に計算した。1967年に Szebehely らはピタゴラス三体問題の研究を通じてひとつの周期解を数値的に構成した。1970年代にはMichel Hénonらによってひとつのパラメータで特徴づけられる周期解の族が発見された（このクラスの解は Broucke-Hadjidemetriou-Hénon family として知られる）。1990年代には三体が単一の閉曲線上を運動する解（例えば8の字を描く「8の字解」）の存在が証明され、注目を集めた。この解のクラスは Carles Simó によって舞踏解 (choreography) と命名され、同様の手法によってn体問題の周期解が多数得られた。

## 解の性質

### 求積不可能性
三体問題の求積可能性は、19世紀末に証明されたブルンスの定理およびポアンカレの定理によって否定的に解決された。
1887年に出版されたブルンスの定理は次のことを主張する。

一般三体問題について、座標 {\displaystyle (\mathbf {r} _{1},\mathbf {r} _{2},\mathbf {r} _{3})}、運動量 {\displaystyle (\mathbf {p} _{1},\mathbf {p} _{2},\mathbf {p} _{3})}、時刻 {\displaystyle t} の代数関数であるような運動の積分でオイラー積分（重心運動、エネルギー、運動量、角運動量）と線型独立であるようなものは存在しない。

この事実は、ただちに三体問題の非可積分性を意味するものではないものの、可能な運動の積分の形について強い制約を課す。1898年にポール・パンルヴェはこの定理を拡張し、運動量に関して代数関数であるような運動の積分はオイラー積分以外に存在しないことを証明した。
アンリ・ポアンカレが1890年の研究報告および1892年の著書で定式化したポアンカレの定理は次のことを主張する。

パラメータ {\displaystyle \mu } を持つ近可積分系ハミルトニアン
{\displaystyle H=H_{0}(I)+\mu H_{1}(I,\theta )+\mu ^{2}H_{2}(I,\theta )+\cdots }
（ここに {\displaystyle (I,\theta )} は作用・角変数で、{\displaystyle H_{1},H_{2},\cdots } は {\displaystyle \theta } に関して周期 {\displaystyle 2\pi } であるものとする）について、{\displaystyle \mathrm {det} \,\left({\frac {\partial ^{2}H_{0}}{\partial I_{i}\partial I_{j}}}\right)} が恒等的にゼロではなく、{\displaystyle H_{1}} の角変数 {\displaystyle \theta } に関するフーリエ係数のうちゼロでないものが無限個存在するならば、パラメータ {\displaystyle \mu } に関してべき級数展開
{\displaystyle \Phi (I,\theta ,\mu )=\Phi _{0}(I,\theta )+\mu \Phi _{1}(I,\theta )+\mu ^{2}\Phi _{2}(I,\theta )+\cdots }
が可能であるような {\displaystyle (I,\theta ,\mu )} について解析的な運動の積分 {\displaystyle \Phi (I,\theta ,\mu )} でハミルトニアン {\displaystyle H} と独立なものは存在しない。

特に、制限三体問題は {\displaystyle \mu =m_{2}/(m_{1}+m_{2})}、かつ {\displaystyle H^{2}} をハミルトニアンと解釈することでこの定理の仮定を満足し、従ってパラメータ {\displaystyle \mu } に関して解析的な運動の積分は存在しない。この結果は「三体問題は解析的に解けない」という表現で広く知られている。ただしこれはあくまでパラメータ {\displaystyle \mu } に解析的に依存する運動の積分が存在することはないということを主張するだけであって、個々の {\displaystyle \mu } の値での非可積分性は定理の主張に含まれない。
その後、20世紀後半から21世紀初めにかけて、ソフィア・コワレフスカヤの特異点解析（これは彼女をコワレフスカヤのコマの発見に導いた）の流れを受ける Ziglin 解析による、あるいは Ziglin 解析に微分ガロア理論を応用する Morales-Ramis 理論による、三体が任意の質量を持つ一般三体問題の非可積分性の証明が得られた。

### 特異点
n体問題の有限時間 {\displaystyle t\in [0,t^{*})} での解 {\displaystyle \left(r_{1}(t),r_{2}(t),r_{3}(t)\right)} について、それを時刻 {\displaystyle t=t^{*}<\infty } を超えて延長できないとき、その点を特異点 (singularity) と呼ぶ。極限 {\displaystyle t\to t^{*}} において粒子座標が有限値に収束する場合、これは粒子の衝突を意味するため衝突特異点 (collision singularity) と呼ぶ。一方そうでない場合を非衝突特異点 (non-collision singularity) と呼ぶ。ただし三体問題においては非衝突特異点が存在しないことがポール・パンルヴェによって証明されている（この考察がパンルヴェ予想の出発点となった）。
三体問題における二体衝突は正則であり適切な座標変換により除去できることがトゥーリオ・レヴィ＝チヴィタやカール・スンドマンの研究によって20世紀前半には明らかになっていた（詳細はレヴィ＝チヴィタ変換を見よ）。一方、三体の同時衝突については Siegel (1941) によって真性特異点であり正則化できないことが示されている。スンドマンは三体衝突が可能であるためには系の全角運動量がゼロでなければならないことを証明した（カール・ワイエルシュトラスはスンドマンより早くこの事実を知っていたが、証明を出版しなかった）。なおスンドマンはこれらの結果をもとに、全角運動量がゼロでない初期値に対して、すべての時刻 {\displaystyle t} で収束する三体問題の無限級数解の存在を、それを実際に構成することにより証明した。ただしこの無限級数解は収束が極めて遅く、このような解の表示から何らかの帰結を引き出すことは実際上不可能であると考えられている。
McGehee は1974年に現在McGehee変数と呼ばれる座標変換を考案し、三体衝突近傍の振る舞いを取り扱うブロー・アップ (blow up) という手法を開発した。この方法はその後の研究でしばしば用いられている。

### 最終運動

ピタゴラス三体問題の数値解。これは一体がエスケープし二体が連星を組むhyperbolic-elliptic型の最終運動に到達する。

Chazy (1922) は、三体問題の特異性のない解の {\displaystyle t\to \infty } での最終的な振る舞いについて研究し、以下に述べる7パターンのいずれかであると結論した。なおここで添え字 {\displaystyle i}, {\displaystyle j} は 1, 2, 3を走り、例えば {\displaystyle r_{1}} は第2体と第3体の距離を表す。
- 二体間距離がすべて無限大に発散する場合 {\displaystyle r_{j}\to \infty } ({\displaystyle j=1,2,3})。この場合、極限 {\displaystyle r_{j}/t\to C_{j}} が存在し、その値に応じて次の3パターンに分類される。
  - The hyperbolic motions {\displaystyle H}: {\displaystyle C_{j}>0} ({\displaystyle j=1,2,3}).
  - The hyperbolic-parabolic motions {\displaystyle HP_{i}}: {\displaystyle C_{i}=0} かつ {\displaystyle C_{j}>0} ({\displaystyle j\neq i}).
  - The parabolic motions {\displaystyle P}: {\displaystyle C_{j}=0} ({\displaystyle j=1,2,3}).
- ひとつの二体間距離が有界 {\displaystyle \sup _{t>0}\{r_{i}(t)\}<\infty } であり、かつ残りの二体間距離は無限大に発散 {\displaystyle r_{j}\to \infty } ({\displaystyle j\neq i}) する場合。この場合も極限 {\displaystyle r_{j}/t\to C_{j}} に応じて次の2パターンに分類される。
  - The hyperbolic-elliptic motions {\displaystyle HE_{i}}: {\displaystyle C_{j}>0} ({\displaystyle j\neq i}).
  - The parabolic-elliptic motions {\displaystyle PE_{i}}: {\displaystyle C_{j}=0} ({\displaystyle j\neq i}).
- それ以外の2パターン。
  - The bounded motions {\displaystyle B}: {\displaystyle \sup _{t>0}\{r_{1}(t),r_{2}(t),r_{3}(t)\}<\infty }.
  - The oscillatory motions {\displaystyle OS}: {\displaystyle \varlimsup _{t\to \infty }\sup _{j}\{r_{j}(t)\}=\infty } かつ {\displaystyle \varliminf _{t\to \infty }\sup _{j}\{r_{j}(t)\}<\infty }.

このうち振動運動 (oscillatory motions) については、Chazy は理論的可能性としてこのパターンを指摘したものの、それが実際に三体問題において存在するのかどうかは不明だった。この問題については1960年に Sitnikov が制限三体問題に（現在シトニコフ問題として知られる配位において）振動運動解が存在することを証明し、その後 Alekseev (1968), Saari and Xia (1989) といった研究を経て Xia (1994) が平面三体問題において振動運動解の存在を証明した。

## 天文学への応用

### 連星
恒星系力学では三体相互作用を通じて連星を形成するチャンネルが存在し、その効果が系全体の進化に影響を及ぼすため重要視されている。一方、近接連星に関して伴星から主星へのガス降着という問題におけるロッシュモデルは円制限三体問題に基づいて構築されている。

### 重力波
2010年代の重力波の直接検出は、ブラックホール連星の実在を証明し、同時にその起源という問題を提示した。三体相互作用はブラックホール連星形成シナリオの重要な要素のひとつとして検討されている。